# Lobogo
Lobogo ist ein Arrondissement im Département Mono im westafrikanischen Staat Benin. Es ist eine Verwaltungseinheit, die der Gerichtsbarkeit der Kommune Bopa untersteht.

## Demografie und Verwaltung
Gemäß der Volkszählung 2013 des beninischen Statistikamtes INSAE hatte das Arrondissement 28.598 Einwohner, davon waren 13.871 männlich und 14.727 weiblich.
Von den 83 Dörfern und Quartieren der Kommune Bopa entfallen 18 auf Lobogo:
1. Adjamè
2. Agongoh
3. Atohoué
4. Dakpla
5. Dévèdji
6. Dhodho
7. Djofloun
8. Foncomè
9. Gbèdècomè
10. Gbètocomè
11. Gbozèhouè
12. Hangnanmè
13. Hêgoh
14. Houngoh
15. Hounvè
16. Kpota
17. Tanvè
18. Yêtoè